# Nerina Dirindin
Nerina Dirindin (Torino, 25 maggio 1949) è una politica italiana.

## Biografia
È professoressa associata d'economia pubblica e politica sanitaria presso l'Università degli Studi di Torino.
È stata Direttrice Generale del Ministero della Sanità (1999 - 2000) ed Assessora alla Sanità della Regione Sardegna (2004 - 2009). 
Fa parte della redazione di Lavoce.info.

### Attività politica
Alle elezioni politiche del 2013 viene eletta al Senato della Repubblica nelle liste del Partito Democratico per la circoscrizione Piemonte.
Il 28 febbraio 2017 abbandona il Partito Democratico e aderisce ad Articolo 1 - Movimento Democratico e Progressista.
Alle elezioni politiche del 2018 viene ricandidata al Senato della Repubblica nel collegio uninominale di Alessandria per Liberi e Uguali, in cui ottiene il 3,37%, e nel Collegio plurinominale Piemonte - 02, ma non viene rieletta.